# Matthew Davis

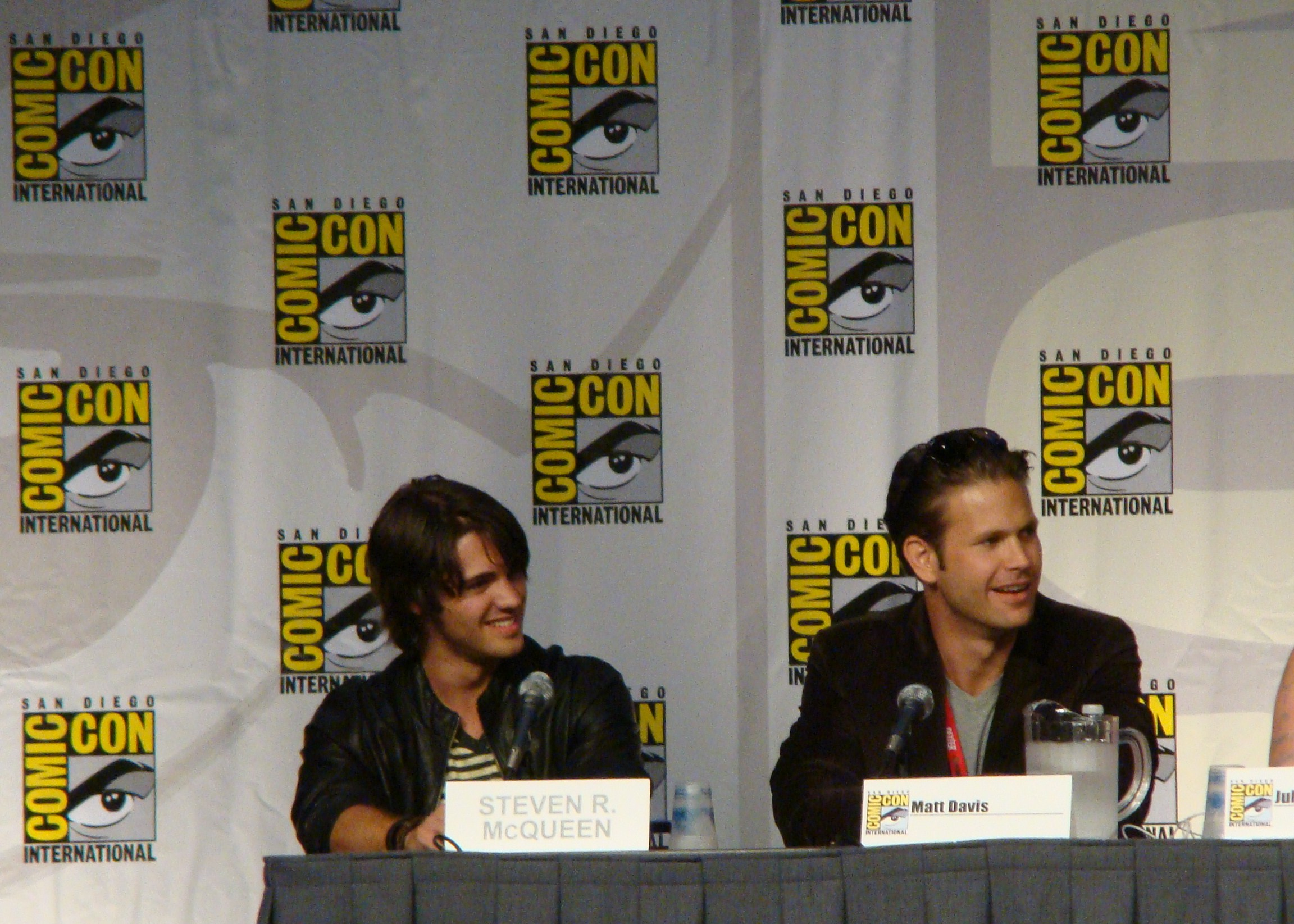
Steven R. McQueen a Matthew Davis na Comic Conu

Matthew W. Davis (* 8. května 1978) je americký herec, který se proslavil rolí Warnera Huntingtona III. ve filmu Pravá blondýnka a rolemi v seriálech What about Brian (2006–2007), Upíří deníky (2009–2017) a Odkaz (2018–dosud). Mimo to také hrál v hororovém seriálu Cult a krimi seriálu Kriminálka Miami.

## Životopis
Narodil se v Salt Lake City. Navštěvoval Woods Cross High School a Utahskou univerzitu.
Jeho nejznámější role je Warner Huntington III, přítel Elle Woods (Reese Witherspoonová) v komediálním hitu Pravá blondýnka (2001) (spolu s Reese Witherspoonovou a Selmou Blairovou). Mezi jeho další filmy patří například film Osudové léto (2002) (spolu s Kate Bosworth a Michelle Rodriguez), Tábor tygrů (2000) (spolu s Colinem Farrellem) a BloodRayne (2005).
Během let 2006 až 2007 hrál v seriálu What About Brian. Od roku 2009 hrál roli středoškolského učitele Alarica Saltzmana v seriálu Upíří deníky. V roce 2013 získal vedlejší roli ve 14. řadě seriálu Kriminálka Miami. V květnu 2018 byla potvrzena objednávka spin-offu seriálu The Originals, nesoucí název Odkaz, ve kterém si zopakuje roli Alarica.

## Osobní život
Během let 2000 až 2001 chodil s herečkou Zooey Deschanel. Během let 2008 až 2009 byl ženatý s herečkou Leelee Sobieski. V roce 2012 začal chodit s herečkou Azitou Ghanizadou.
Dne 23. prosince 2018 si herec vzal herečku Kiley Casciano v kapli Albertson Wedding Chapel v Los Angeles.

## Filmografie

### Film
| Rok  | Název                | Role                        | Poznámky |
| ---- | -------------------- | --------------------------- | -------- |
| 2000 | Temná legenda 2      | Travis Stark / Trevor Stark |          |
| 2000 | Tábor tygrů          | Private Jim Paxton          |          |
| 2001 | Pearl Harbor         | Joe                         |          |
| 2001 | Pravá blondýnka      | Warner Huntington III       |          |
| 2002 | Hlubina              | Odell                       |          |
| 2002 | Kovbojové a blázni   | Jimbo                       |          |
| 2002 | Osudové léto         | Matt Tollman                |          |
| 2003 | Something Better     | Skip                        |          |
| 2004 | Seeing Other People  | Donald                      |          |
| 2004 | Stín strachu         | Harrison French             |          |
| 2004 | Heights              | Mark                        |          |
| 2005 | Země krvavého slunce | Sean Mack                   |          |
| 2005 | BloodRayne           | Sebastian                   |          |
| 2006 | Až do dna            | Johnny Cocktail             |          |
| 2006 | Mentor               | Carter                      |          |
| 2007 | Wasting Away         | Mike                        |          |
| 2009 | Najít štěstí         | Jeff Drake                  |          |
| 2009 | S. Darko             | Pastor John Wayne           |          |
| 2010 | Waiting for Forever  | Aaron                       |          |

### Televize
| Rok       | Název                                     | Role            | Poznámky                                                                                |
| --------- | ----------------------------------------- | --------------- | --------------------------------------------------------------------------------------- |
| 2006–2007 | What About Brian                          | Adam Hillman    | hlavní role, 24 dílů                                                                    |
| 2008      | Zákon a pořádek: Útvar pro zvláštní oběti | PJ              | díl: „Obchod“                                                                           |
| 2009      | Limelight                                 | David           | TV film                                                                                 |
| 2009–2010 | Patty Hewes - nebezpečná advokátka        | Josh Reston     | 5 dílů                                                                                  |
| 2009–2017 | Upíří deníky                              | Alaric Saltzman | hlavní role (1.–3. řada, 6.–8. řada), vedlejší role (4. řada), host (5. řada), 123 dílů |
| 2010      | Ochrana svědků                            | Lewis Folwer    | díl: „Případ v sutinách“                                                                |
| 2013      | Cult                                      | Jeff Sefton     | hlavní role, 13 dílů                                                                    |
| 2013–2014 | Kriminálka Las Vegas                      | Sean Yeager     | 3 díly                                                                                  |
| 2017      | Las Reinas                                | Andrew Somerset | díl: „Pilot“                                                                            |
| 2017–2018 | The Originals                             | Alaric Saltzman | hostující role, 3 díly                                                                  |
| 2018–2022 | Odkaz                                     | Alaric Saltzman | hlavní role                                                                             |
| 2019      | Christmas Wishes & Mistletoe Kisses       | Nick Sinclair   | TV film                                                                                 |